# マルコス・ガブリエウ・ド・ナシメント
マルキーニョス・ガブリエウ（Marquinhos Gabriel）ことマルコス・ガブリエウ・ド・ナシメント（ポルトガル語: Marcos Gabriel do Nascimento、1990年7月21日 - ）は、ブラジルのサッカー選手。ポジションはMF。

## クラブ歴
2007年にSCインテルナシオナルに加入し、2009年にトップチームに昇格。同年2月5日にカンピオナート・ガウショでタイソンに代わって出場し選手初出場。8月19日にカンピオナート・ブラジレイロ・セリエAでルイス・ボラーニョスに代わって出場し同リーグ初出場。月末にゴイアスECからプロ初得点。2010年も散発的に起用され、2011年2月23日にアヴァイFCに期限付き移籍。7月26日にインテルナシオナルに復帰したが、全国1部では5試合の出場に止まった。2012年1月13日にスポルチ・レシフェに1シーズンの期限付き移籍。スポルチではレギュラーを務め、ECバイーアに期限付き移籍。
2013年に活躍し、2014年1月15日にSEパルメイラスに移籍。
同年7月17日にサウジ・プロフェッショナルリーグのアル・ナスルに移籍。2015年1月16日にサントスFCに1年の期限付き移籍し復帰した。サントスでは活躍し、完全移籍での獲得も画策された。
2016年4月18日にSCコリンチャンス・パウリスタが300万米ドル程度とされる額で移籍。2018年に期限付き移籍でアラブ首長国連邦のアル・ナスルSCに加入した。
2019年にクルゼイロECに完全移籍。しかしクルゼイロはカンピオナート・ブラジレイロ・セリエBに降格したため、2020年はアトレチコ・パラナエンセに期限付き移籍。

## タイトル
インテルナシオナル
- カンピオナート・ガウショ: 2009, 2011
- レコパ・スダメリカーナ: 2011

サントス
- カンピオナート・パウリスタ: 2015

コリンチャンス
- カンピオナート・ブラジレイロ・セリエA: 2017
- カンピオナート・パウリスタ: 2017, 2018